# Jüdische Gemeinde Babstadt
Eine jüdische Gemeinde in Babstadt, einem Ortsteil von Bad Rappenau im Landkreis Heilbronn im nördlichen Baden-Württemberg, hat nach dem Nachweis einzelner Juden spätestens seit Anfang des 18. Jahrhunderts bestanden. Die Gemeinde existierte bis Ende des 19. Jahrhunderts.

## Geschichte
Nach häufigem Besitzwechsel ging Babstadt 1732 an die Herren von Gemmingen. Mangels überlieferter Quellen lässt sich nicht sagen, welche Ortsherrschaft erstmals Juden aufnahm. In einer Einwohnerliste von 1717 werden zwei Juden genannt, und weitere werden in der Folgezeit im Ort ansässig, so dass 1722 mehrere jüdische Familien mit insgesamt 21 Personen gezählt werden. Beim Übergang der Ortsherrschaft an die Herren von Gemmingen werden 1732 folgende Familienvorstände genannt: David Hirsch, Marx Hirsch, Alexander Levi, Joseph Levi und Marx Levi. Sie handelten mit Salz, Krämerwaren und Gewürzen und die ärmeren mit Strümpfen, Fellen und anderen Kleinwaren, die sie als Hausierer verkauften. Die Babstadter Judengemeinde blieb stets klein, denn in den umliegenden Orten des Kraichgaus gab es wegen seiner territorialen Zersplitterung relativ viele jüdische Gemeinden. Um 1740 wird ein Betsaal genannt, jedoch werden die Babstadter Juden vor allem die Einrichtungen der Nachbargemeinden in Obergimpern und Rappenau mitbenutzt haben. 1826 lebten drei jüdische Familien am Ort, die ihre Toten auf dem jüdischen Friedhof Heinsheim bestatteten. 1827 wurde die Gemeinde dem Bezirksrabbinat Sinsheim zugewiesen. 1864 wurden noch 11 Juden am Ort gezählt, und um 1900 waren auf Grund der Ab- und Auswanderung keine Juden mehr in Babstatt ansässig.

## Nationalsozialistische Verfolgung
Das Gedenkbuch des Bundesarchivs verzeichnet eine in Babstadt geborene jüdische Bürgerin, die dem Völkermord des nationalsozialistischen Regimes zum Opfer fiel. Frieda Loeb geb. Hamburger, am 16. Juni 1869 in Babstadt geboren, wurde am 22. Oktober 1940 (genannt Wagner-Bürckel-Aktion) von ihrem Wohnort Bad Dürkheim in das Internierungslager Gurs deportiert. Ihr weiteres Schicksal ist unbekannt.